# The Sims Medieval Mobile
The Sims Medieval Mobile  — мобильная игра серии The Sims, созданная и выпущенная EA Games. Игра представляет собой симулятор жизни, однако основным местом действия становится средневековье, где персонаж должен выполнять разные квесты, сражаться, развивать ремесло или утверждать себя в средневековом обществе в качестве рыцаря, проповедника, шута, мага, правителя и так далее.
Выход игры на устройства iPhone и iPod Touch состоялся 22 сентября 2011 года. Это также четвёртая игра серии The Sims, выпущенная на устройства iOS. Игра, несмотря на положительные отзывы пользователей критиковалась главным образом из-за того, что в неё было неудобно играть на маленьком экране iPhone. 4 октября для BlackBerry вышла двухмерная, java-версия игры. 24 февраля 2012 года игра стала доступна для игры на iPad, а 25 марта 2013 года, Medieval вышла на мобильные устройства Windows Phone.
Игра в целом получила положительные оценки со стороны игровых критиков. Средняя оценка по версии агрегатора Metacritic составляет 79 балла из 100 возможных. Критики заметили, что в сравнении с предыдущими The Sims на iOS, в Medieval заметен явный отход от симулятора жизни в сторону ролевой игры и стратегии. Сам средневековый мир получился красочным, а игра на момент выпуска обладала одной из лучших график по меркам мобильных игр. Тем не менее сами квесты не отличаются сложностью и заинтересуют людей, увлекающихся тематикой средневековья, а также подойдут игрокам вне за в зависимости от их игрового опыта. Среди недостатков например упоминались проблемы с сенсорными командами.

## Игровой процесс
Medieval начинается с того, что игрок должен создать персонажа женского или мужского пола, подобрать ему внешность, черты характера и одежду. Также у сима есть своя предыстория, которая предопределяет его образ и характер, например «Озорник» склонен шутить, совершать пакости и мелкие кражи. «Джентльмен» ведёт себя достаточно вежливо и следует рыцарским кодексам. 
В целом, Medieval Mobile аналогична предыдущим мобильным играм серии The Sims, речь идёт о симуляторе жизни, где игрок должен удовлетворять базовые потребности сима, развивать его, зарабатывать на жизнь, обустраивать своё жилище и завязывать знакомства, тем не менее игра помещает персонажа в необычную обстановку, а именно средневековый период западной Европы. Среди шкал потребностей также отсутствуют гигиена и туалет. Сам игровой процесс симулятора жизни пересмотрен в сторону жанра ролевой игры.
Чтобы зарабатывать деньги помимо основной работы, персонаж должен выполнять разные квесты. Подборка заданий также зависит от выбранного архетипа персонажа. Самые простые задания включают в себя например рыбалку, другие же требуют сражаться. В начале, игровой персонаж имеет при себе боевой топор. Сам ход сражения представлен мини-игрой в стиле псевдодвухмерного файтинга. Квесты помогают улучшать навыки персонажа, например владение мечом, практика алхимии. Развитие сима требуется для того, чтобы открыть доступ к новым и более сложным квестам. Игрок также может организовать гильдию, чьи представители могут приходить на помощь игровому персонажу во время самых трудных поединков.
Игрок может решить, кем будет его персонаж — уважаемым гражданином, или провокатором, жадным до сражений. Выполнение благородных квестов позволяет симу подняться по социальной лестнице и самому стать лорду или леди, чтобы развивать и управлять королевством. Игрок может также стремиться к другим целям, например сделать своего персонажа могущественным волшебником, уважаемым рыцарем, или же посвятить себя полностью рыболовству или сельскому хозяйству. Персонаж может также стать адептом религиозного культа и пытаться привлечь в него других жителей.

### Java-версия
В java-версии, игрок также создаёт одного персонажа и может выбрать одну из четырёх «профессий» — кузнец, сквайр, «негодяй» или петеранский монах. Выполнение квестов позволяет продвинуться по карьерной лестнице, чтобы достигнуть высших званий. Например будучи сквайром, персонаж может дослужиться до благородного рыцаря. Игрок должен выполнять разного рода квесты Также важную роль играет так называемый архетип персонажа, например практичный, учёный, авторитарный или свободолюбивый. Архетип влияет на то, с какими симами игровой персонаж сможет сдружиться, например практичные симы хорошо уживаются со свободолюбивыми симами, но плохо ладят с учёными. Суть игры сводится к тому, что игрок должен путешествовать с места на место, общаться с персонажами и играть в мини-игры (напр. ковка меча или борьба на дуэли).

## Критика
| Сводный рейтинг    | Сводный рейтинг |
| Агрегатор          | Оценка          |
| ------------------ | --------------- |
| Metacritic         | 79 %            |
| Иноязычные издания |                 |
| Издание            | Оценка          |
| Slide to Play      | 100 %           |
| Impulsegamer       | 8,9/10          |
| SpazioGames        | 8,0/10          |
| AppSpy             | [ 14 ]          |
| Games Master UK    | 78 %            |
| Pocket Gamer UK    | [ 15 ]          |
| TouchArcade        | [ 12 ]          |
| Tap!               | 60 %            |

Игра в целом получила положительные оценки со стороны игровых критиков. Средняя оценка по версии агрегатора Metacritic составляет 79 балла из 100 возможных. Критик сайта Pocket Gamer назвал Medieval «простой, увлекательной, и самое главное — хорошо адаптированной для игры на мобильных устройствах». Medieval предлагает хоть и меньше личностных качеств в сравнении с другими The Sims, но куда глубже влияющих на игровой процесс. Представитель Ipadinsight заметил также, что Medieval предлагает в целом достаточно простые испытания, таким образом игра подойдёт для игроков в независимости от их возраста и игрового опыта. Сама необходимость удовлетворять потребности сведена к минимуму, а также значительно урезана возможность редактора строительства дома, что однако соответствует средневековому сеттингу игры, которая делает больший акцент на ролевую и квестовую составляющую.
Критик Impulsegamer назвал Medieval игрой с самой красивой и красочной графикой по состоянию на 2011 год, внимательной к окружающему пространству. Тем не менее критик назвал проблемным интерфейс, который настолько мал, что порой его трудно использовать. Представитель Spaziogames назвал графику яркой и чёткой, тем не менее это может стать причиной понижения частоты кадров.
Критик сайта Slide to Play заметил, что целом, Medieval сохраняет то же ядро игрового процесса, что и предыдущие мобильных игры, однако на этот раз вынуждая выйти симу из своей зоны комфорта, добавляя новые и увлекательные изменения, в сторону стратегии и ролевой игры. Критик заметил, что игра взяла лучшее из того, что привычно ассоциируют со средневековьем, обойдя стороной такие неприятные вещи, как надворные постройки, чумные крысы, болезни и безудержное суеверие. При этом фэнтезийные элементы, такие, как например драконы выглядят вполне органично в игре и даже подойдут тем игрокам, которые как правило наоборот презирают оккультные элементы в The Sims. Представитель Impulsegamer заметил, что хотя в Medieval по прежнему остаются типичные взаимодействия из предыдущих The Sims, система квестов превращает Medieval скорее в приключенческую игру, поскольку в ней ощущается реальный прогресс и последствия от действий персонажа. В этом плане игра напомнила критику Fable, а именно того, как в зависимости от личности персонажа, он может принимать участие в странных, обычных и иногда магических квестах. В итоге игра подойдёт не только любителям The Sims, но и продвинутым геймерам, учитывая наличие сражений в игре. Противоположное мнение оставил критик Pocket Gamer, заметив, что игра понравится людям, интересующимся The Sims, но не заядлым геймерам.
Критик сайта Spaziogames заметил, что даже несмотря на то, что Medieval предоставляет обилие игрового процесса, типичного для RPG, игроку потребуется несколько часов игры, чтобы получить доступ ко всем игровым возможностям, к той же гильдии например. Представитель Pocket Gamer назвал механику сражений самой слабой частью игры, которая похожа на аркадное и короткое развлечение в стиле старых игр «Принца Персии». Критик Toucharcade также указал на ряд недостатков игры, например на повторяющуюся музыку, часто возникающие проблемы с сенсорными командами, а также дезориентирующая большая карта города. При этом игра определённо лучше подходит для игры на iPad. 

### Java
Представитель Pocket Gamer, обозревая java-версию игры заметил, что разработчикам удалось частично реабилитироваться после выхода «ужасной» World Adventures для Java. В частности управлять своим симом так же просто, как и нажать на экран, чтобы пройти к определенному месту или взаимодействовать с объектом. Сами представленные квесты не отличаются сложностью, но порой время от времени обнаружение целей может стать мягким препятствием для прогресса. Изометрическая перспектива работает хорошо, а локации и персонажи получились яркими, порой до такой степени, что представленный мир кажется пародией на средневековье.
Критик в итоге заметил, что игра не понимает, хочет ли она быть The Sims, или же ролевой игрой, застряв в серединном положении. Постоянная необходимость отвлекаться на сон и еду отвлекает от заданий. Критик посоветовал попробовать игру случайным игрокам, но фанаты The Sims окажутся скорее разочарованными.